# Mosca, Mexiko
Mosca är en ort i Mexiko.   Den ligger i kommunen Santa María Tlahuitoltepec och delstaten Oaxaca, i den sydöstra delen av landet, 400 km sydost om huvudstaden Mexico City. Mosca ligger 1 971 meter över havet och antalet invånare är 176.